# SAP for Utilities
SAP for Utilities (SAP IS-U =  Industry Solution Utilities) ist eine branchenspezifische Softwarelösung im Rahmen des SAP-ERP-Produktes des Softwareunternehmens SAP SE für die Versorgungsindustrie, insbesondere Elektrizitäts-, Gas- und Wasserversorgungsunternehmen, und die Entsorgungsindustrie. Sie beinhaltet die Verwaltung von Kundenstammdaten, Abrechnung von Energiedienstleistungen bzw. Netznutzungsentgelten, Gerätemanagement (Strom-, Gas-, Wasserzähler), Instandhaltung und Betrieb, Verkaufsabwicklung, Kundenservice und Kontokorrentbuchhaltung.
Die IS-U-Komponenten IDEX-GE und IDEX-GG (Intercompany Data Exchange Extended – German Electricity bzw. German Gas) dienen der Umsetzung der gesetzlichen Deregulierungsanforderungen im deutschen Energiemarkt. Deregulierung bedeutet für die Versorgungsindustrie die Trennung (Unbundling) der Übertragungs- und Verteilnetze eines Energieunternehmens von Erzeugung und Vertrieb und den diskriminierungsfreien Netzzugang aller Marktinteressenten.
Die Wartung für SAP IS-U ist bis Ende 2027 zugesagt. Das Nachfolgeprodukt von SAP IS-U heißt SAP S/4HANA Utilities (On-Premise). Zudem entwickelt SAP gegenwärtig eine Cloud-Lösung für Versorgungsunternehmen, die SAP Cloud for Utilities (SAP C4U). SAP C4U ist eine SaaS-Lösung (Software as a Service) und schon in Teilen verfügbar, die Fertigstellung für Ende 2021 geplant. SAP C4U soll die On-Premise-Lösung aber nicht ablösen, das Unternehmen entwickelt diese ebenfalls weiter. Zudem unterscheiden sich beide Angebote.